# Achrioptera
Achrioptera is een geslacht van Phasmatodea uit de familie Phasmatidae. De wetenschappelijke naam van dit geslacht is voor het eerst geldig gepubliceerd in 1861 door Coquerel.

## Soorten
Het geslacht Achrioptera omvat de volgende soorten:
- Achrioptera fallax Coquerel, 1861
- Achrioptera gracilis Hennemann & Conle, 2004
- Achrioptera griveaudi Paulian, 1960
- Achrioptera impennis Redtenbacher, 1908
- Achrioptera lobipes (Rehn, 1940)
- Achrioptera magnifica Hennemann & Conle, 2004
- Achrioptera punctipes
- Achrioptera pygmaea Redtenbacher, 1908
- Achrioptera spinosissima (Kirby, 1891)